# ARA Libertad (Q-2)
La fragata ARA Libertad (Q-2) o, simplemente, fragata Libertad, es un buque de vela con gavias dobles (cinco perchas perpendiculares por palo que puede bracearse hasta 45°) y tres palos cruzados (trinquete, mayor y mesana), construida en el Astillero Río Santiago para la Armada Argentina. La altura máxima del palo mayor es de 49,8 m y tiene seis guinches eléctricos para maniobra de velas. Tiene 27 velas de dacron, son 15 cuadras, 5 foques, 6 cuchillas y una cangreja, con una superficie total de 2652 m², siendo este un buque escuela. La fragata Libertad tiene como misión completar la formación profesional de los guardiamarinas de la Armada Argentina, contribuyendo al incremento de sus conocimientos marítimos e integrándolos a la vida en el mar. Asimismo, contribuye a la política exterior representando a la República Argentina en los puertos en los que recala, donde difunde la realidad geográfica, cultural y productiva de su país. 
Desde su entrega, la fragata ha recorrido más de 800 000 millas náuticas alrededor del mundo y fuera de su apostadero ha pasado el equivalente a 17 años en el mar. Por sus cubiertas han pasado y se han formado alrededor de 11 000 marinos de la Armada Argentina, fomentando las relaciones navales internacionales, estrechando los vínculos profesionales y de amistad con las armadas de otros países. En más de treinta y cinco viajes de instrucción que ha realizado, visitó 60 países y más de 400 puertos extranjeros.

## Historia
El primer remache de su quilla fue puesto el 11 de diciembre de 1953. La nave inició su vida como barco de instrucción recorriendo los mares del mundo ; fue diseñado y construido en 1953 en el ARS, como parte del proceso de modernización militar del gobierno de Juan D. Perón y botado tres años después. Entre 1954 y 1955 se produjeron variaciones en el proyecto original y la configuración de la nave. Botado su casco el 30 de mayo de ese año, su construcción y alistamiento sufrieron los avatares de la situación política argentina. Los trabajos prosiguieron en los siguientes años con diversas modificaciones en el aparejo, que quedó como de fragata de tres palos en agosto de 1956.
Por decreto N.º 7922, del 27 de abril de 1956 —durante la Revolución Libertadora (Argentina)— se le impuso el nombre Libertad.

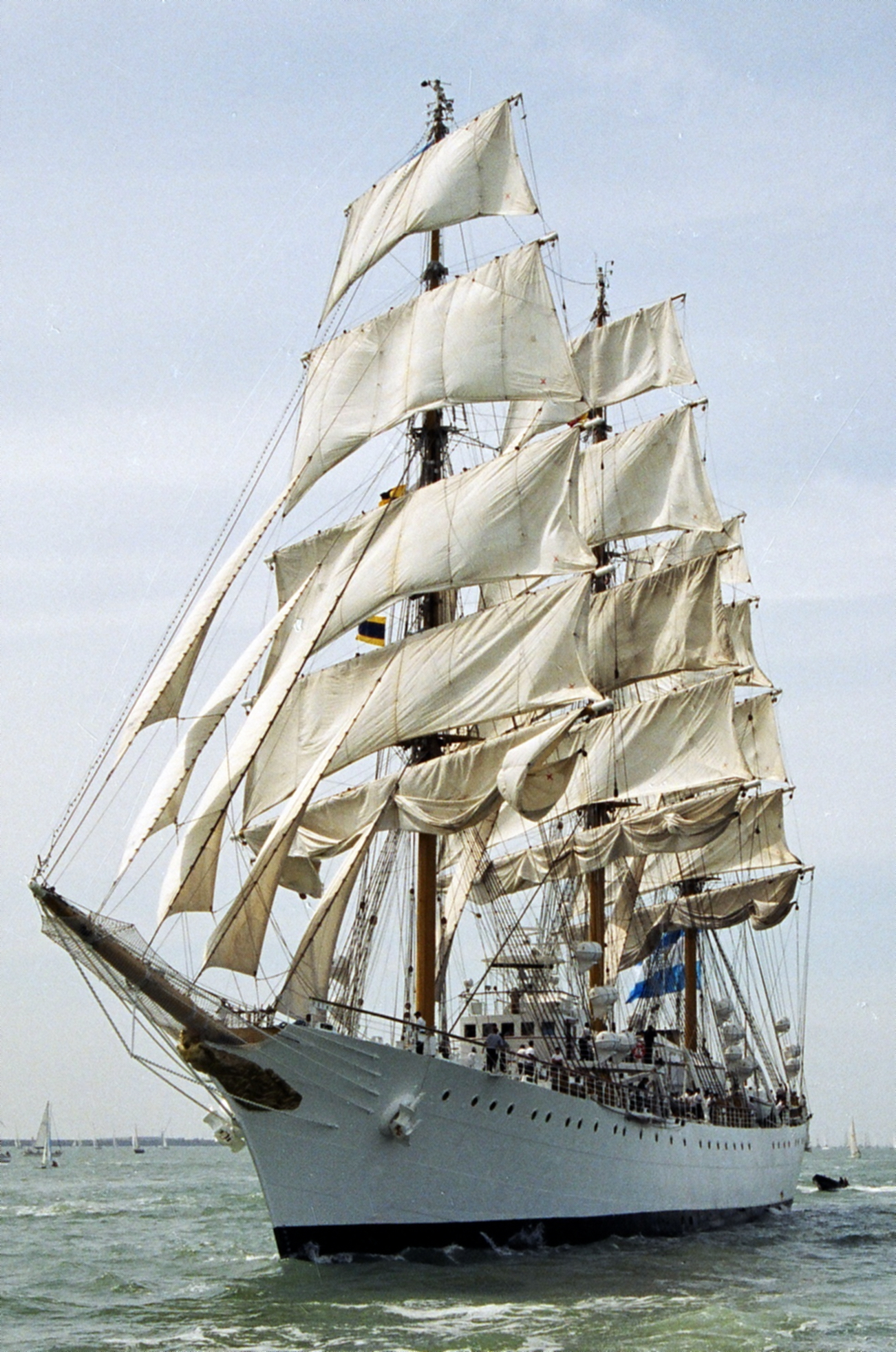
Velas desplegadas.

La construcción del buque escuela a vela, encarada en el Astillero Río Santiago del AFNE (Astilleros y Fábricas Navales del Estado), llegó a su fin el 28 de mayo de 1963 con la entrega oficial a la Armada Argentina de la fragata ARA Libertad (Q-2), que relevó de su tarea al crucero ARA La Argentina y a la legendaria fragata ARA Presidente Sarmiento.
La Fragata ARA Libertad fue diseñada por Amelio D'Arcangelo, el primer argentino que obtuvo el título de ingeniero naval y que, en 1991 obtuvo el premio 'William H. Web'. Siendo marino de la Armada Argentina, le encargaron el diseño del casco de la Fragata. D´Arcangelo analizó planos y diseños de los clippers más famosos de la historia para diseñar el casco de la Fragata.Tras el golpe de Estado de 1955 el reconocido ingeniero fue despojado de su catedra y cargo como profesor de Ingenieria Naval en la UBA debido a la intervención militar de la universidad, impedido de dar clases y suspendido todos los proyectos Navales fue pasado a situación de retiro y despojado de su grado militar por Isaac Rojas Tras ello se exilia a los EE. UU donde fue profesor de ingeniería naval por MIT ("Massachusetts Institute of Technology").
El mascarón de proa es una escultura femenina tallada en una sección de 6 m de longitud de roble colorado, realizada entre 1963 y 1964 por el escultor Carlos García González y aunque en la talla aparece el nombre Niké (Victoria en idioma griego), su nombre es Úrsula recordando a su primera esposa.
Las pruebas de mar comenzaron recién a fines de 1961 y fueron llevadas a término bajo el comando del capitán de navío Atilio Porretti con el bautismo de un temporal del Atlántico Sur en marzo de 1962 y se incorporó a la División Instrucción, comenzando su vida de buque escuela.
En el año 1963 —aún sin colocarle el mascarón de proa— zarpó del puerto de Buenos Aires en su primer viaje de instrucción al mando del capitán de navío Horacio Ferrari, junto con los oficiales Orlando Pérez Cobo y Heinz Otto Grunewald; fue el oficial de relaciones públicas el capitán de corbeta auditor Mario A. Manfredi.
En 1964 participó por primera vez en una regata oceánica para grandes veleros, entre los puertos de Lisboa (Portugal) y Hamilton (Bermudas), y poco tiempo más tarde en la «Operation Sail» que se llevó a cabo en el río Hudson.[cita requerida] En 1966 recorrió 1335 millas, en 1976 navegó 1247 millas, en 1979 hizo 1029 millas, en 1981 alcanzó 1115 millas y en 1987 hizo 1173 millas.
Año 1965 realizó un viaje de nueve meses siendo este viaje el tercero de la fragata Libertad y el primero de ellos en recorrer el mundo.
En 1992, participó de la «Gran Regata Colón 92» que se realizó en conmemoración de los 500 años de la llegada de los españoles a América.
El 2 de octubre de 2003 sufrió un incendio mientras se encontraba anclada frente al puerto español de Ferrol, durante el correspondiente viaje de instrucción. El suceso dañó severamente el casco del navío y los dormitorios de los aspirantes a guardiamarina, con un resultado de cinco internados por principio de asfixia. El fuego se controló luego de tres horas de trabajo por parte de tres autobombas. En consecuencia, entre el 2004 y el 2006, los viajes de instrucción se realizaron a bordo del transporte rápido multipropósito ARA Hércules.
En el año 2004 se inició, nuevamente en el mismo astillero que la vio nacer, un completo proceso de modernización de media vida, que finalizó el 2 de marzo de 2007. La remodelación del buque escuela incluyó el reemplazo del sistema propulsor, la planta eléctrica, el sistema central de aire acondicionado, el cambio de la cubierta y la reparación integral de toda la estructura. También incluyó una reforma en los sollados de los guardiamarinas para poder incluir comodidades para las nuevas generaciones de mujeres que cursan en la Escuela Naval.
En el Viaje de Instrucción del año 2007 embarcaron, por primera vez, cadetes mujeres de la Escuela Naval, aprovechando la nueva disposición de sollados que se efectuó en la Modernización de Media Vida entre finales de 2004 y principios de 2007 en el Astillero Río Santiago. Ese mismo año ganó la Boston Teapot, ubicando a la Argentina como uno de los países con más triunfos en esta competencia náutica.
Fue protagonista de la Regata Bicentenario Velas Sudamérica 2010, junto a sus pares de Sudamérica y otros países, así como en la edición del Velas Latinoamérica de 2014.
En 2015, se dispuso su entrada en los Astilleros Río Santiago donde se iniciaron trabajos de restauración y modernización de la nave en dique seco, que incluyeron pintado de casco, sellado del buque, renovación de ánodos, anclas y cadenas (14 grilletes por banda), trabajos en líneas de ejes y timón, reparaciones en calderas y soldadura, etc.
En 2017 por cuestiones de reducción presupuestaria, el viaje de la fragata, que solía durar siete meses, fue reducido a seis meses mientras que su tripulación permanente fue reducida de 78 a 34 marinos. El recorte fue ejecutado desde el Ministerio de Defensa, que conduce el radical Julio Martínez por 7 millones de pesos. Esto fue criticado por especialistas debido a que un menor tiempo en altamar implica que las personas que hacen este viaje tengan como consecuencia menor capacitación navegando.
En 2022 participó de la Revista Naval en la bahía de Guanabara (Río de Janeiro) por los festejos del Bicentenario de Brasil junto al patrullero oceánico ARA Piedrabuena.

## Retención en Ghana
El 2 de octubre de 2012, por pedido del fondo NML Capital Limited fue retenida en el Puerto de Tema, lo que llevó a una queja del canciller argentino Héctor Timerman ante diversos organismos en las Naciones Unidas (ONU) por ser claramente violatoria al derecho internacional por tratarse de una embarcación de guerra.El 14 de noviembre, el Gobierno argentino, presentó una demanda judicial en el Tribunal Internacional del Derecho del Mar, con sede en Hamburgo, contra el gobierno de Ghana.
El 20 de octubre de 2012, por «falta de garantías para los derechos humanos de sus 326 tripulantes» dejando a bordo únicamente al capitán y una dotación mínima necesaria para atender a la fragata», según un comunicado de Cancillería. quedando a bordo 44 militares, que defendieron con sus armas
El 28 de noviembre la Organización Marítima Internacional (OMI) certificó que la fragata Libertad es un buque militar y por lo tanto es inembargable. El 15 de diciembre, bajo comunicado oficial N.º 188 107, el ITLOS (Tribunal Internacional del Derecho del Mar) dio la razón a la Argentina y dispuso liberar la fragata, la cual arribó al puerto de Mar del Plata, Argentina el 9 de enero, con un multitudinario acto de bienvenida.
El 20 de junio de 2013 la Corte Suprema de Ghana determinó que el buque cuenta con «inmunidad absoluta respecto de medidas cautelares y embargos». Dictaminó que la retención de la fragata Libertad fue injusta. Afirmó que la decisión «podría haber puesto en peligro la seguridad del país» y hasta «haber desencadenado un conflicto militar». posteriormente obligó al fondo NML Elliot a pagar unos 8 millones de dólares a la administración del puerto de Tema, en concepto de gastos por haber mantenido secuestrada a la fragata Libertad durante 77 días y condenó a las autoridades portuarias a indemnizar a la Argentina.

## Premios otorgados
- Boston Tea Pot Trophy y Gran Medalla: En 1966, durante, su cuarto viaje de instrucción, al mando del capitán de fragata Ricardo Guillermo Franke, participa en la «Travesía del Atlántico Norte a Vela» compitiendo por la tercera edición del Boston Tea Pot Trophy, cuyo premio es entregado por la Sail Training Association a la embarcación que, con más del 50 % de su dotación en instrucción, recorra la máxima distancia en 124 horas de navegación a vela. La fragata Libertad obtuvo La Gran Medalla al llegar en primer lugar en su categoría y establecer el récord Mundial de Velocidad en el Cruce del Atlántico Norte a Vela, cubriendo 2058 millas desde Cabo Race (Canadá) hasta la línea de Dublín/Liverpool, en tan solo 8 días y 12 horas. Este récord aún no ha sido batido al día de la fecha. En esa ocasión, el Trofeo Tea Pot fue entregado al Capitán Franke por el Príncipe Philip, Duque de Edimburgo, en nombre de la Reina Elizabeth II. El mencionado trofeo fue obtenido en ocho oportunidades: 1966, 1976, 1981, 1987, 1992, 1998, 2000 y 2007.
- En 1998 ganó el primer puesto en la regata entre Savannah y Green Port (Estados Unidos de América).

## Su nombre
Es el noveno buque en la Armada Argentina que lleva este nombre. Sus antecesores son:
- bergantín corsario Libertad (1827).
- goleta Libertad (1841).
- goleta Libertad (1845),
- ballenera Libertad (1853).
- vapor armado en guerra Libertad (1862).
- transporte Libertad (1865).
- acorazado de río Libertad (1892).
- crucero auxiliar Libertad (2) (1955, transporte Flota Argentina de Navegación de Ultramar (FANU) Eva Perón), que se incendió accidentalmente en 1972 y fue desguazado en 1973.[24]

## Numismática

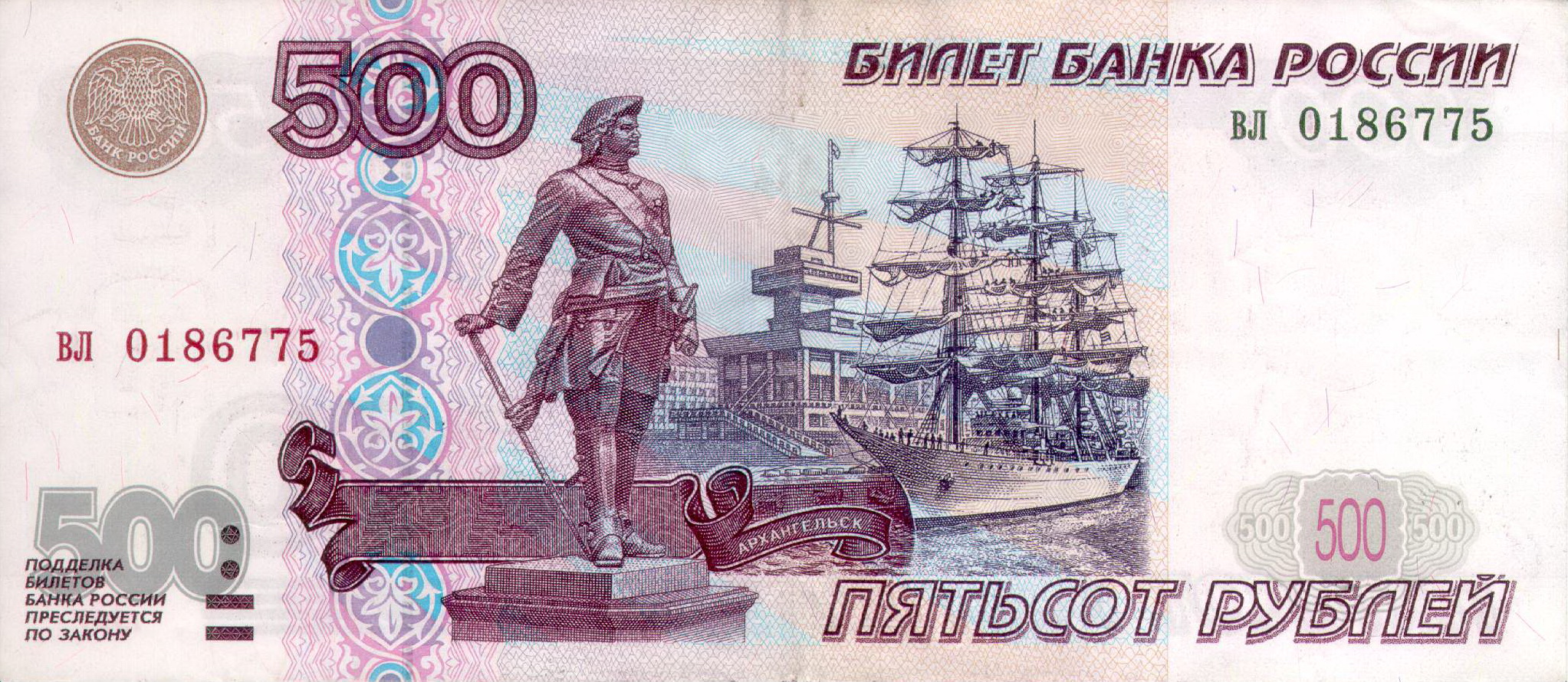
500 rublos

La fragata Libertad está representada en los billetes rusos de 500 000 rublos (1997) y de 500 rublos (1998, 2001, 2004). Fue diseñado por Igor Krylkov, esbozado sobre fotos. La última modificación (2011) cambió la vista de la fragata.

## Imágenes

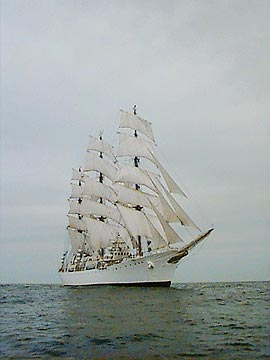
Velas desplegadas.
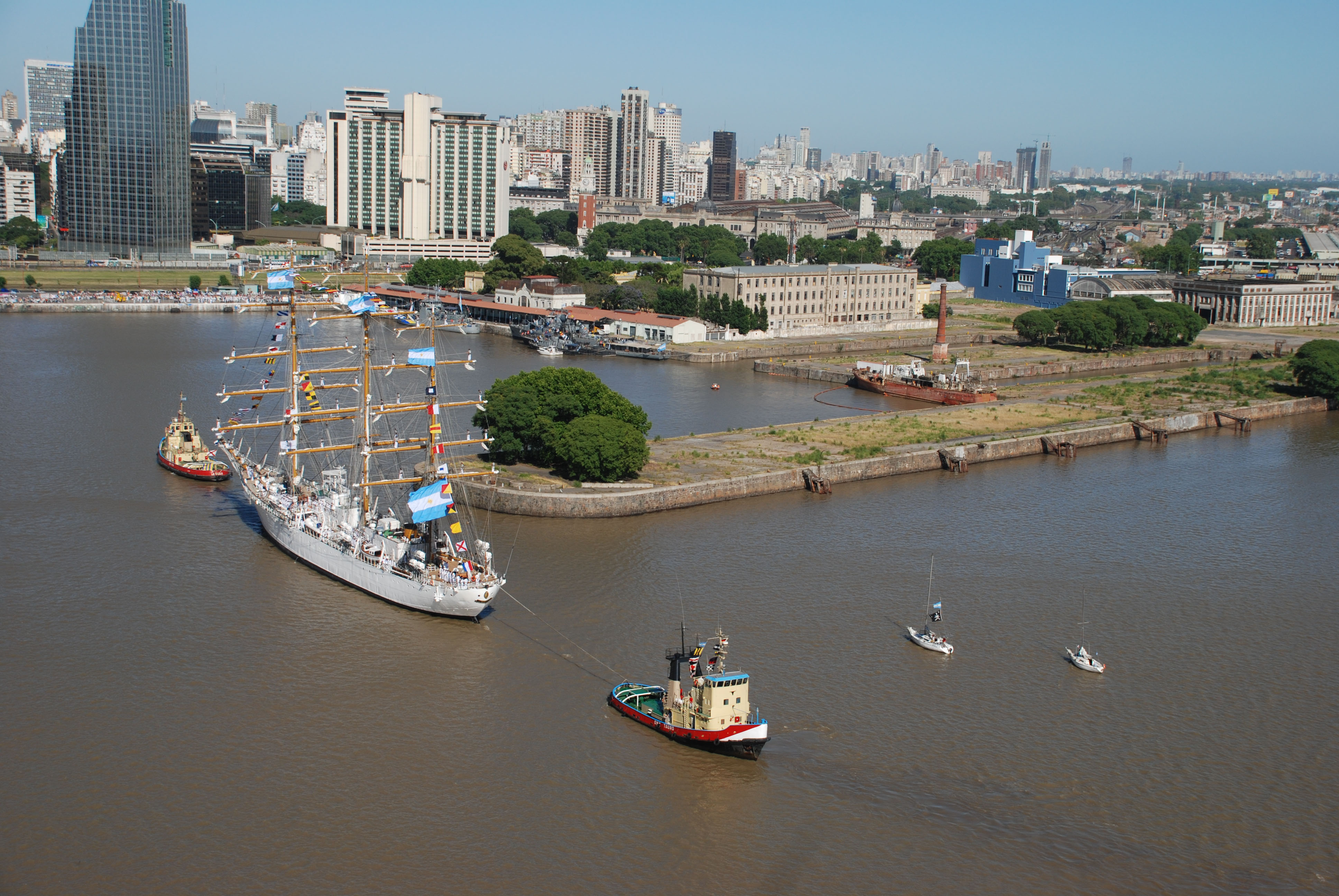
Ingresando al Apostadero Naval de Buenos Aires.
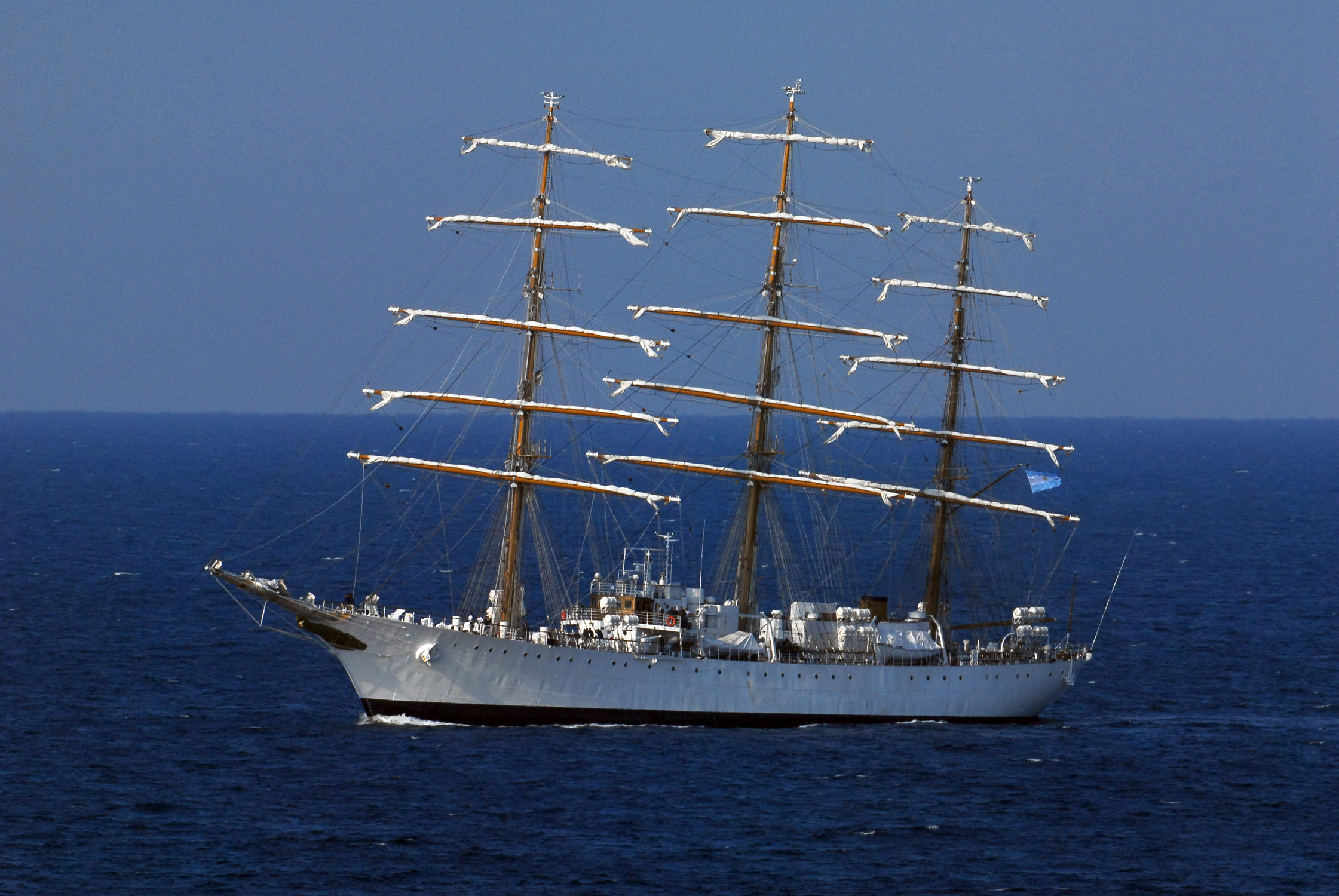
Océano Atlántico, mayo de 2007.
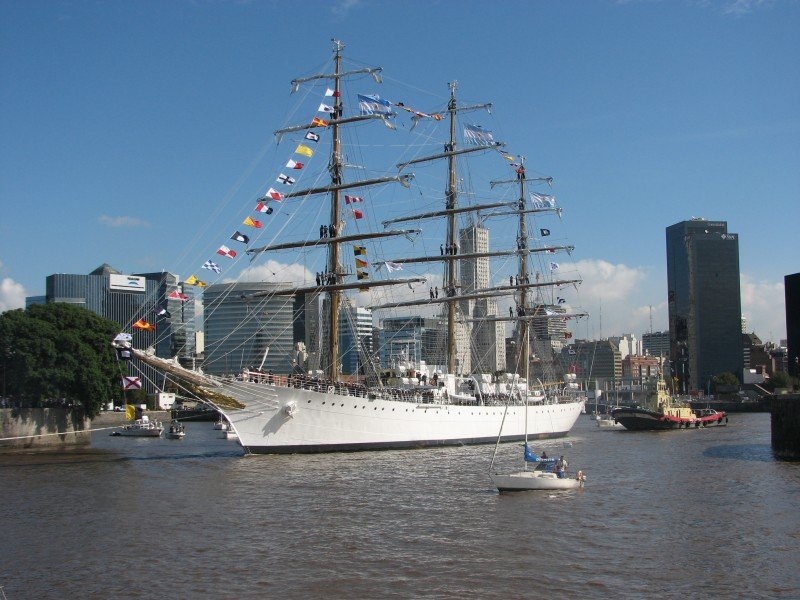
Iniciando un nuevo viaje de Instrucción, zarpa del Puerto de Buenos Aires.